# 長井琳章
長井 琳章（ながい りんしょう、1818年8月27日（文政元年7月26日） - 1900年（明治33年）10月7日）は、江戸時代後期の儒学者。徳島藩医。
長男はエフェドリンの発見者で日本薬学の父として知られる長井長義。孫は外交官の長井亜歴山。

## 生涯
1818年（文政元年）、阿波国名東郡常三島村（現在の徳島市中常三島町）で徳島藩医である長井琳策（才右衛門武吉）の子として生まれる。初め琳泉と称した。名は長済。通称は琳章。妻は興津田鶴子、後妻は増田静子。
1845年（弘化2年）に田鶴子との間に長男の長義が誕生。1858年（安政5年）、父・琳策の名代として家督を継ぐ。
明治維新後は徳島藩庁に出仕し、少属となり、鉱山係を勤め、小原春造に協力。
1900年（明治33年）、死去。